# 阿拉帕霍 (科羅拉多州)
阿拉帕霍（英語：Arapahoe）是位於美國科羅拉多州夏延縣的一個非建制地區。該地的面積和人口皆未知。

## 地理
阿拉帕霍的座標為38°51′01″N 102°11′02″W / 38.85028°N 102.18389°W，而該地的平均海拔高度為1222米（即4009英尺）。